# Paul Schultz
Paul Schultz (ur. 2 października 1945 w Neubrandenburgu, zm. 25 grudnia 1963 w Berlinie) – ofiara śmiertelna Muru Berlińskiego zastrzelona przez żołnierzy wojsk granicznych NRD podczas próby ucieczki do Berlina Zachodniego.

## Życiorys
Paul Schultz przyszedł na świat w Neubrandenburgu, gdzie dorastał wraz z dwoma starszymi braćmi. Po ukończeniu szkoły uczył się od września 1962 r. zawodu elektryka. Jeszcze w szkole poznał swojego przyszłego towarzysza ucieczki – rówieśnika w osobie Hartmuta D., z którym w październiku 1963 r. podczas wspólnego świętowania urodzin zdecydował się na ucieczkę na Zachód.

### Ucieczka
Rankiem pierwszego dnia świąt Bożego Narodzenia dwójka uciekinierów udała się pociągiem do Berlina Wschodniego. Przybywając do śródmieścia do zapadnięcia zmierzchu szukali odpowiedniego miejsca do ucieczki. Znajdując się u zbiegu ulic Melchiorstraße i Bethaniendamm – dokładnie na granicy dzielnic Mitte oraz Kreuzberg – obserwowali dokładnie patrolujących ów teren żołnierzy wojsk granicznych. Wspiąwszy się na pierwszy z płotów zabezpieczających, pokonali pas graniczny i znaleźli się przy ostatnim murze broniącym dostępu do Berlina Zachodniego. Podczas wspinania się na tenże zostali dostrzeżeni przez wartowników, którzy najpierw wezwali uciekinierów do zatrzymania się, a następnie otworzyli ogień. Hartmut D. zdołał przedostać się bez szwanku na stronę zachodnią, Paul Schultz został zaś trafiony znajdując się na zwieńczeniu muru, wskutek czego spadł ranny również na stronę zachodnią. Pomimo natychmiastowego przetransportowania do mieszczącego się na pobliskim Mariannenplatz szpitala Bethanien, zmarł jeszcze tego samego dnia na skutek przestrzelenia płuca.

## Konsekwencje
Śmierć uciekiniera wywołała po obu stronach muru podzielone reakcje. Podczas gdy władze NRD chwaliły strzelających żołnierzy, na mieszczącym się po stronie zachodniej Mariannenplatz doszło do kilkudniowych protestów. Choć w owych bożonarodzeniowych dniach 1963 r. zawarty został układ o przepustkach, umożliwiający tym samym po raz pierwszy po budowie muru wizyty mieszkańców Berlina Zachodniego u krewnych mieszkających po stronie wschodniej, mające miejsce wydarzenie podało w wątpliwość zasadność jakichkolwiek układów z reżimem NRD. Strzały potępił m.in. ówczesny wicekanclerz Erich Mende.
Podczas mającego miejsce w 1995 r. procesu, sąd skazał jednego ze strzelających do Schultza żołnierzy na karę 18 miesięcy pozbawienia wolności w zawieszeniu. Towarzyszący mu i również strzelający do uciekiniera drugi wartownik zmarł jeszcze przed rozpoczęciem procesu.